# Полетаев, Валерий Николаевич
Валерий Николаевич Полетаев (род. 25 сентября 1949, Ленинград) — советский и российский актёр театра и кино. Заслуженный артист Российской Федерации (2019).

## Биография
В 1971 году окончил Ленинградский государственный институт Культуры им. Крупской. Получил специальность дирижёра, руководителя оркестра народных инструментов.
Работал концертмейстером в хореографическом коллективе.
1971—1972 — служба в армии, в пограничных войсках, в оркестре Северо-западного пограничного военного округа.
После возвращения из армии работал преподавателем музыки в Музыкальной школе в г. Кронштадте.
1973 году поступил в Ленинградский государственный институт театра, музыки и кинематографии на курс профессора, народного артиста РСФСР З. Я. Корогодского.
Во время учёбы играл на сцене Ленинградского государственного театра Юных Зрителей.
В 1977 году окончил театральный институт по специальности «Актёр театра и кино».
С 1977 по 1987 год работал в Ленинградском академическом театре Комедии.
С 1982 по 1986 год - руководитель театрального коллектива на финансово-экономическом факультете ЛФЭИ им. Н.А. Вознесенского.
С 1987 года по 1999 год — актёр Театра Разных Форм, театра студии «Глобус», театра-студии «Мост».
С 1999 года по настоящее время — актёр Санкт-Петербургского государственного драматического театра «Комедианты». Санкт-Петербургского государственного драматического театра «Комедианты»
До 2016 года являлся учредителем Благотворительного Театрального фонда помощи детям «Невская сказка».

## Семья
- Жена — Людмила Владимировна Тихомирова
  - Сын — Никита
  - Дочери — Ярослава и Ирина
  - Внук  — Севастьян
  - Внучка — Екатерина

## Режиссёр-постановщик

#### театральная студия ЛФЭИ им. Н.А. Вознесенского
- "Цепочка"
- "Молодой гвардии"
- "Люди за стеной" (автор Валерий Полетаев)

### Роли в театре

#### Ленинградский государственный театр Юных Зрителей
- «Конёк-Горбунок» — Боярин
- «Гибель эскадры» — Белый офицер
- «В гостях у Донны Анны» — Михаил Кротов
- «Бемби» — Сыч
- «Комедия ошибок» — близнецы Дромио

#### Ленинградский академический театр Комедии
- «Незнакомец» — Петров
- «Мужья Антонины» — Алик
- «Всё будет хорошо» — Алик
- «Сказки» — Принц
- «Лес» — Буланов
- "Пассаж в «Пассаже» — Злобный чиновник
- «Добро, ладно, хорошо» — Батюшка
- «Тёркин на том свете» — Начальник
- «Баня» — Двойкин
- «Варлам, сын Захария» — Леонид
- «Пиф-паф»
- «Сваха» — Эмброз Кемпел
- «Как вам это понравится» — Лебо
- «Характеры» — Сенька

#### Комедианты (театр)
- «Чехов на диване» — Чехов
- «Женитьба» — Жевакин
- «Женитьба» — Подколёсин
- «Смех в темноте» — Бруно Кречмар
- «Волки и овцы» — Беркутов
- «Записные книжки Тригорина» — Тригорин
- «Сказка Арденского леса» — Граф Нулин
- «Все кошки серы» — Дилленбург
- «Домик в Коломне» — Режиссёр
- «Беда от нежного сердца» — Василий Петрович Золотников
- «Поминальная молитва» — Тевье-молочник
- «В день свадьбы» — Салов
- «Земля Эльзы» — Василий Игнатьевич

### Фильмография
1. 2018 — Улицы разбитых фонарей-16 Опасная работа (28-я серия) — Сергей Михайлович Алексеев
2. 2016 — Наше счастливое завтра — министр Зотов
3. 2014 — Чужой (Фильмы 2,3,4) — Иван Сергеевич Горемыкин, генерал-полковник
4. 2014 — Лучшие враги — Виталий Павлович, заведующий кафедрой
5. 2014 — Правила бизнеса (23-я серия) — профессор Некрасов
6. 2014 — Иные — директор института
7. 2013 — Назначена награда — Рокин, владелец бойцовского клуба
8. 2012 — Предатель — Евгений Ильич Серафимов, начальник отдела по борьбе с наркотиками
9. 2012 — Литейный-7 Дорожная петля (29-я серия) — Сергей Иванович, полковник
10. 2011 — Дорогой мой человек — Вересов, главврач дома отдыха; отец Веры
11. 2011 — Гончие — 4 Личный контакт (Фильм 1) — Юрий Душечкин
12. 2009 — Литейный-3 Киллер (19-я серия) — Стив Козлов
13. 2009 — Ещё не вечер. Чёрный чемодан (Фильм 1) — Сергей Николаевич Павлов
14. 2009 — Сезон удачи (Фильм 2) — Андрей
15. 2009 — Опасные игрушки (Фильм 3) — Сизов
16. 2009 — Дорожный патруль — 3 — Аркадий
17. 2009 — Автостоп (7-я серия) — эпизод
18. 2008 — Литейный-2 Стилист (18-я серия). Холодный дом (24-я серия) — Стив Козлов
19. 2008 — Гончие-2 — Юрий Душечкин
20. 2008 — До первой крови (Фильм 1) — эпизод
21. 2007 — Гончие — Юрий Данилович Душечкин
22. 2007 — Гонка за лидером (Фильм 1, серии 3-4) — эпизод
23. 2007 — Женская доля (Фильм 2, 1-я серия) — эпизод
24. 2006 — Старые дела (8-я серия) — Никита Андреевич Гаевский, депутат
25. 2006 — Секретные поручения — Андрей Семенович
26. 2004 — Тайны следствия-4 История болезни (Фильм 5) — судья Валерий Николаевич
27. 2004 — Ментовские войны-1. Старший оборотень по особо важным делам (Фильм 1) — Федоров, сотрудник УСБ
28. 2002 — Тайны следствия-2 Заказчик (Фильм 1) — Валерий Николаевич, судья
29. 2001 — Улицы разбитых фонарей-3 Кошки-мышки (26-я серия) — Николай Константинович Тулин
30. 2001 — Убойная сила (Фильм 5) — директор казино Сомов
31. 1993 — Конь Белый — эпизод
32. 1993 — Мститель (10-я серия) — эпизод
33. 1991 — Улыбка — Сергей Петрович, пациент психиатрической больницы
34. 1988 — Операция «Вундерланд» — полярник
35. 1986 — Аэропорт со служебного входа — эпизод
36. 1985 — Рейс 8585 (фильм-спектакль) Алексей Самарин
37. 1985 — Омут (фильм-спектакль) — Алексей Самарин
38. 1985 — День на двоих (фильм-спектакль) — Алексей Самарин
39. 1984 — Меньший среди братьев — Валерий Иванович Дорогавцев
40. 1984 — Дождь (фильм-спектакль) — Бунин
41. 1984 — Ювелирное дело — капитан милиции Комаров
42. 1983 — Весна надежды — эпизод
43. 1983 — В талом снеге звон ручья — эпизод
44. 1981 — Ожидание полковника Шалыгина — Леонтий Тельнов
45. 1981 —  Давайте познакомимся. Впервые в Баку — Роман
46. 1980 — Прикажи себе — Сергей Николаевич Вишняков
47. 1979 — Точка отсчёта — Сергей Кольцов
48. 1978 — Отряд особого назначения — эпизод

## Награды, звания, призы
- 2005 — Почётная грамота Правительства Ленинградской области, Комитет по культуре. За большой вклад в развитие театрального искусства.
- 2010 — Почётная грамота Министерства Культуры Российской Федерации. За большой вклад в развитие культуры
- Медаль ордена «За заслуги перед Отечеством» 2-й степени (6 марта 2011)[1]
- 2014 — Благодарность Законодательного Собрания Ленинградской области «За плодотворный творческий труд, вклад в развитие сферы культуры и театрального искусства»
- Заслуженный артист Российской Федерации (14 июля 2019) — За большой вклад в развитие отечественной культуры и искусства, многолетнюю плодотворную деятельность[2]